# Xysticus yogeshi
Xysticus yogeshi är en spindelart som beskrevs av Gajbe 2005. Xysticus yogeshi ingår i släktet Xysticus och familjen krabbspindlar. Inga underarter finns listade i Catalogue of Life.